# جيف سكوت (صحفي رياضي)
جيف سكوت (بالإنجليزية: Jeff Scott)‏ هو صحفي رياضي أمريكي، ولد في 18 نوفمبر 1953.

## وصلات خارجية
- جيف سكوت على موقع IMDb (الإنجليزية)